# Степь у села Платоновка
Степь у села Платоновка — ботанический заказник местного значения. Находится в Бахмутском районе Донецкой области возле села Платоновка. Статус заказника присвоен решением областного совета н.д. от 25 марта 1995 года. Площадь — 5 га. Флористический состав насчитывает около 150 видов, в том числе 5 видов, занесённых в Красную книгу Украины — шлемник меловой, ковыль волосистый, ковыль Иоанна, ковыль Лессинга, ковыль украинский.